# Steropleurus squamiferus
Steropleurus squamiferus är en insektsart som först beskrevs av Bolívar, I. 1907.  Steropleurus squamiferus ingår i släktet Steropleurus och familjen vårtbitare. Inga underarter finns listade i Catalogue of Life.